# Shinji Mikami
Shinji Mikami (三上 真司 Mikami Shinji?), född 11 augusti 1965, är en japansk speldesigner mest känd för att ha skapat Survival horror-spelserien Resident Evil. Han bidrog också till några av Capcoms mest populära femte generationens konsolspelserier, inklusive Viewtiful Joe, Devil May Cry och Ace Attorney, där han tjänstgjorde som verkställande producent. Han skapade även tredjepersonsskjutspelen Resident Evil 4 och Vanquish. Efter att ha arbetat med Platinum Games startade han sin egen spelstudio Tango Gameworks, som har förvärvats av det amerikanska företaget Zenimax Media.

## Ludografi
| Speltitel                                             | År   | Roll(er)                  |
| ----------------------------------------------------- | ---- | ------------------------- |
| The Evil Within 2                                     | 2017 | Regissör                  |
| The Evil Within                                       | 2014 | Regissör                  |
| Shadows of the Damned                                 | 2011 | Creative producer         |
| Vanquish                                              | 2010 | Regissör                  |
| God Hand                                              | 2006 | Regissör                  |
| Resident Evil 4                                       | 2005 | Regissör                  |
| Killer7                                               | 2005 | Producent & medförfattare |
| Resident Evil Outbreak File 2                         | 2004 | Bakgrundsmodellerare      |
| Phoenix Wright: Ace Attorney: Trials and Tribulations | 2004 | Exekutiv producent        |
| Resident Evil Outbreak                                | 2003 | Designer                  |
| Dino Crisis 3                                         | 2003 | Exekutiv producent        |
| Viewtiful Joe                                         | 2003 | Exekutiv producent        |
| P.N.03                                                | 2003 | Regissör                  |
| Phoenix Wright: Ace Attorney: Justice for All         | 2003 | Exekutiv producent        |
| Resident Evil Zero                                    | 2002 | Verkställande handledare  |
| Resident Evil                                         | 2002 | Regissör                  |
| Resident Evil Survivor 2 Code: Veronica               | 2001 | Handledare                |
| Phoenix Wright: Ace Attorney                          | 2001 | Exekutiv producent        |
| Devil May Cry                                         | 2001 | Exekutiv producent        |
| Resident Evil Gaiden                                  | 2001 | Rådgivare                 |
| Onimusha: Warlords                                    | 2001 | Rådgivare                 |
| Dino Crisis 2                                         | 2000 | Exekutiv producent        |
| Resident Evil Code: Veronica                          | 2000 | Producent                 |
| Resident Evil 3: Nemesis                              | 1999 | Producent                 |
| Dino Crisis                                           | 1999 | Regissör/Producent        |
| Resident Evil 2                                       | 1998 | Producent                 |
| Resident Evil                                         | 1996 | Regissör/Producent        |
| Goof Troop                                            | 1994 | Speldesigner              |
| Aladdin (SNES)                                        | 1993 | Planerare                 |
| Super Lap (ej släppt)                                 | 1992 | Planerare                 |
| Who Framed Roger Rabbit (Game Boy)                    | 1991 | Planerare                 |
| Capcom Quiz: Hatena? no Daibōken (Game Boy)           | 1990 | Planerare                 |